# Habranthus robustus
Habranthus robustus là một loài thực vật có hoa trong họ Amaryllidaceae. Loài này được Herb. ex Sweet mô tả khoa học đầu tiên năm 1831.

## Hình ảnh

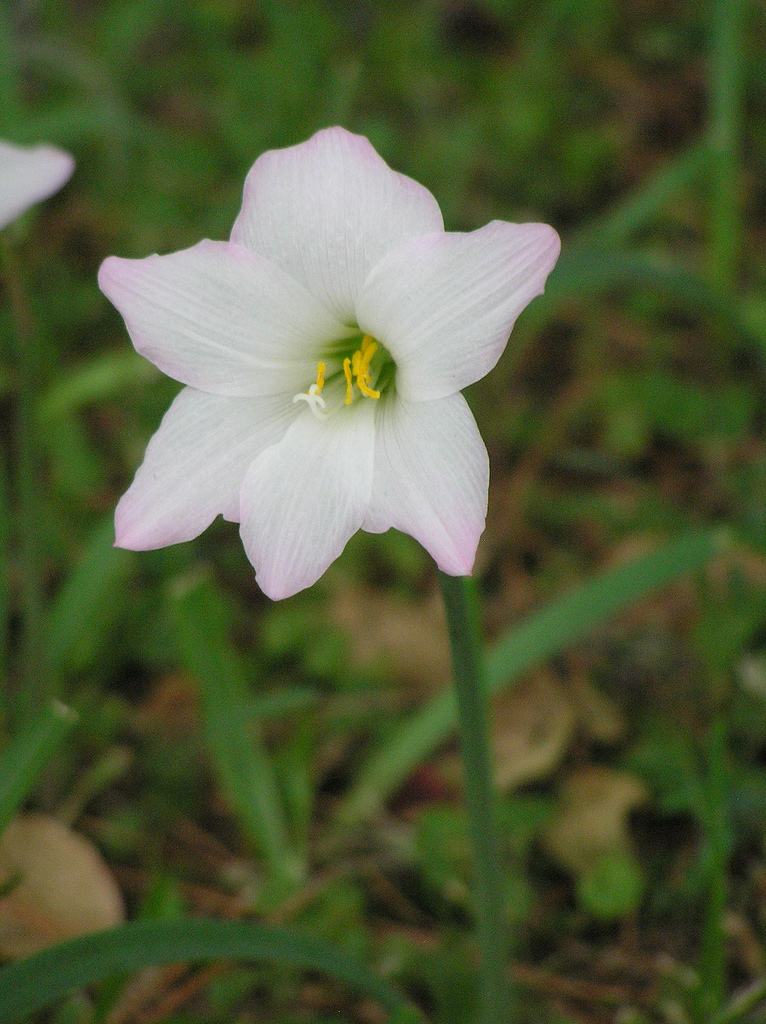
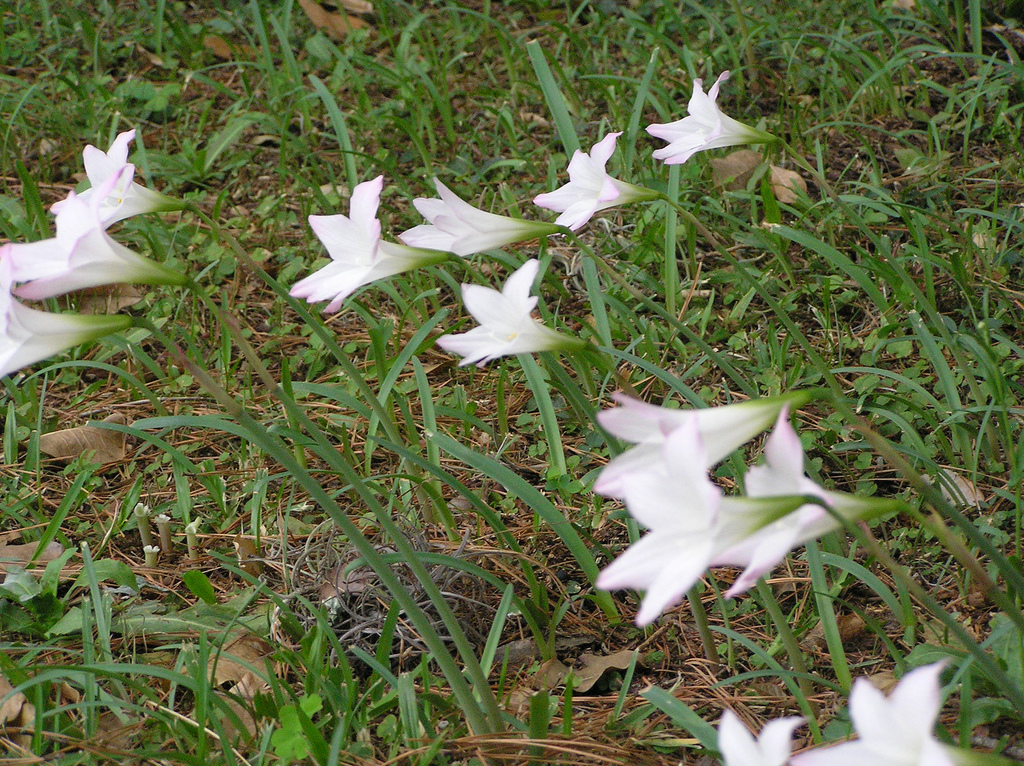
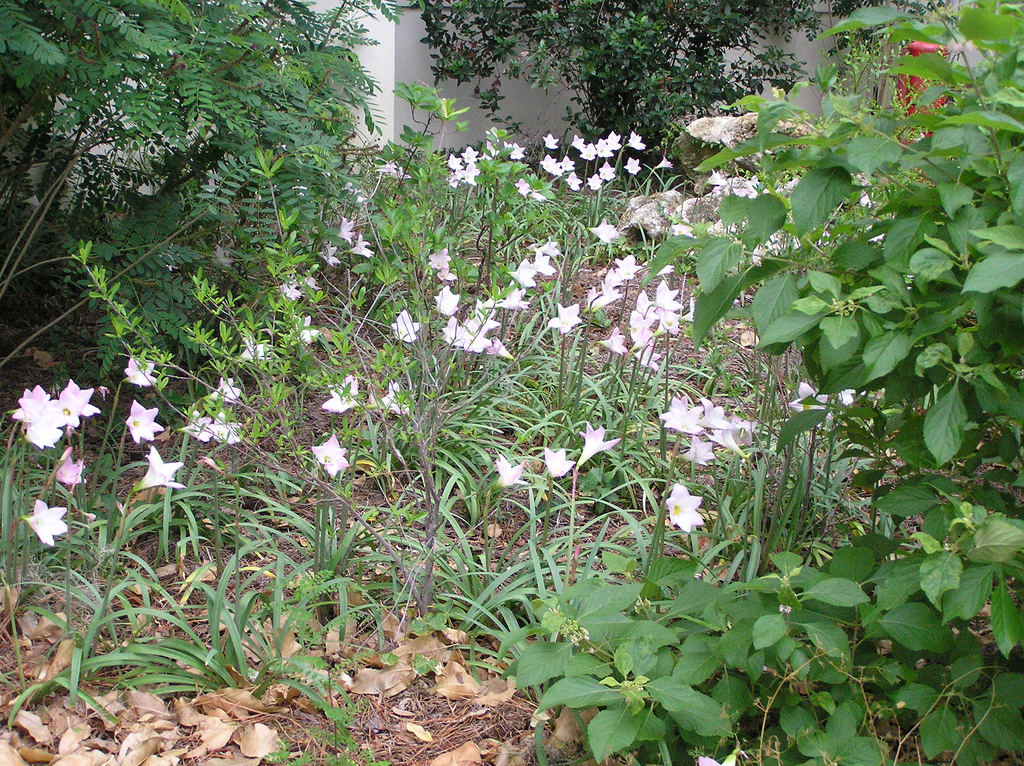
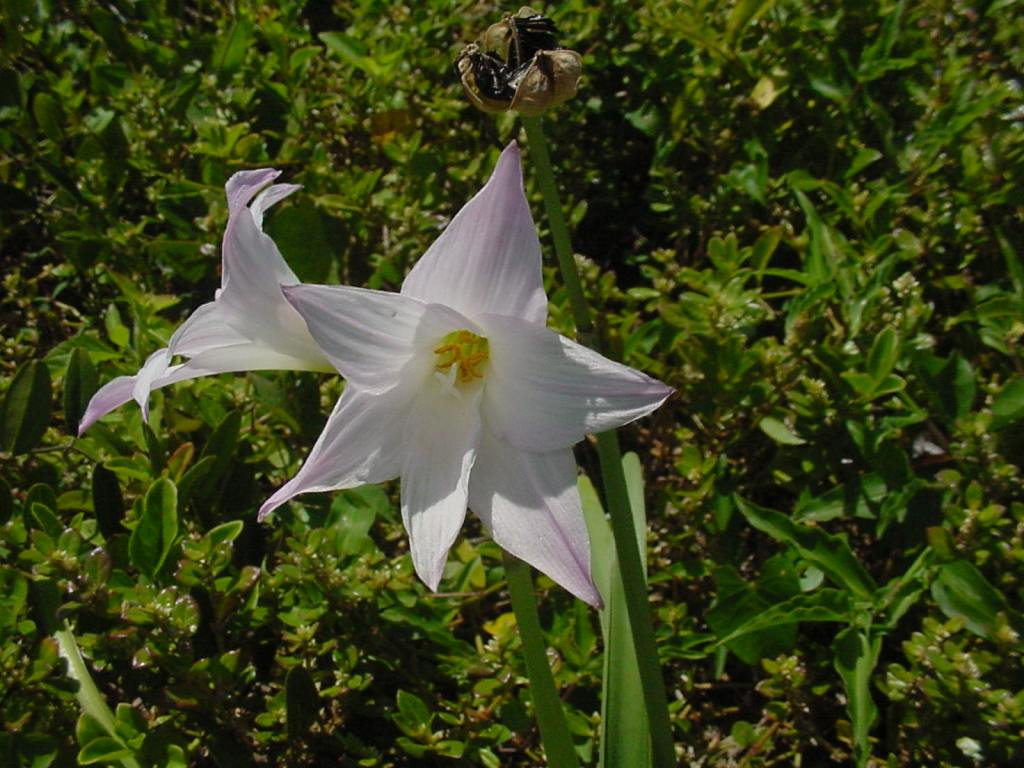